# لوثر وايتنغ ماسون
لوثر وايتنغ ماسون (بالإنجليزية: Luther Whiting Mason)‏ هو معلم موسيقى أمريكي، ولد في 3 أبريل 1818 في Turner, Maine ‏ في الولايات المتحدة، وتوفي في 14 يوليو 1896 في Buckfield, Maine ‏ في الولايات المتحدة.

## وصلات خارجية
- لوثر وايتنغ ماسون على موقع الموسوعة البريطانية (الإنجليزية)